# Amt Leezen
La comunità amministrativa di Leezen (Amt Leezen) si trova nel circondario di Segeberg nello Schleswig-Holstein, in Germania.

## Suddivisione
Comprende 12 comuni:
1. Bark (991)
2. Bebensee (655)
3. Fredesdorf (437)
4. Groß Niendorf (676)
5. Högersdorf (406)
6. Kükels (445)
7. Leezen (1 775)
8. Mözen (457)
9. Neversdorf (706)
10. Schwissel (256)
11. Todesfelde (1 093)
12. Wittenborn (995)

Il capoluogo è Leezen. Oltre ai comuni elencati la comunità comprende il territorio extracomunale di Buchholz (Forstgutsbezirk).
(Tra parentesi i dati della popolazione al 31 dicembre 2021)